# Dugorepe sjenice
Dugorepe sjenice (lat. Aegithalidae) su porodica ptica iz reda vrapčarki.

## Rasprostranjenost
Sve dugorepe sjenice su šumske ptice koje najviše žive na rubovima šuma i donji kat šume. Vrste roda Aegithalos više vole listopadne ili mješovite listopadne šume, dok Psaltria exilis živi uglavnom u planinskim zimzelenim šumama. Psaltriparus minimus nastanjuje razna staništa, uključujući i šikare, ali je najčešća u mješovitim šumama. Većina vrsta ove porodice živi u planinskim staništima na i oko Himalaja. Sve žive i u Europi, osim Psaltriparus minimus, koja nastanjuje zapad Sjeverne Amerike. Dugorepa sjenica ima najveću rasprostranjenost, od Britanije do Japana. Suprotno od toga, dvije vrste imaju malen areal (jedna je ograničena na dvije planine u Burmi, a druga na zapadne planine Jave). Obično nisu selice, iako dugorepa sjenica ponekada odseli sjevernije od svog uobičajenog areala. Mnoge planinske vrste se zimi sele u doline.

## Opis
Malene su ptice, dužine 9 do 14 cm, uključujući i relativno dugi rep. Teže samo 4,5 do 9 grama. Boja perja im je obično blijedosive ili smeđe boje, iako neke vrste imaju bijele šare, a dugorepa sjenica je pomalo ružičasta. Za razliku od ostatka porodice, dvije vrste roda Leptopoecile su upadljive ljubičaste i plave boje. Leptopoecile elegans jedini ima ćubu. Kljunovi su im sićušni, kratki i kupastog oblika. Krila su kratka i zaobljena, a noge su relativno duge. 
Svejedi su, a uglavnom se hrane kukcima i drugim beskralježnjacima. Tokom zime često jedu biljke. Hranu uglavnom traže u žbunju i rijetko silaze na tlo. Dok je traže, ponekada se prevrću naopačke na grani. 
Ptice iz ove porodice uglavnom žive u jatima od 6 do 12 ptica većinu godine. 

## Razmnožavanje
Obično su monogamni, a pomaganje od strane prošlogodišnjih mladunaca je zabilježeno kod dvije vrste, ali vjerojatno takav sistem razmnožavanja postoji i kod još nekih. Prave kupolasta gnijezda od ispletenog lišaja i drugih materijala, koje oblože perjem. Prave gnijezda na drveću s gustom krošnjom, tako da ga grabežljivci mogu teže uočiti. Leglo se sastoji od 6 do 10 bijelih jaja, koja kod mnogih vrsta imaju crvene pjegice. Odrasli ih inkubiraju 13 do 14 dana; mladi ostaju u gnijezdu 16 do 17 dana. Roditelji hrane mlade isključivo kukcima i paucima.